# Bitter (Amt Neuhaus)
Bitter (niederdeutsch Bitter) ist ein Dorf im Ortsteil Kaarßen der Gemeinde Amt Neuhaus in Niedersachsen.

## Geographie
Der Ort liegt einen Kilometer nördlich von Hitzacker am gegenüberliegenden Ufer der Elbe.

## Geschichte
Für das Jahr 1848 wird angegeben, dass Bitter 24 Wohngebäude hatte, in denen 272 Einwohner lebten. Zu der Zeit gehörte der Ort zum Amt Hitzacker und war nach Hitzacker eingepfarrt; die Schule befand sich im Ort. Am 1. Dezember 1910 hatte Bitter im Kreis Bleckede 193 Einwohner. Im Rahmen der Gebietsänderungen in Mecklenburg wurde Bitter am 1. Juli 1950 nach Kaarßen eingemeindet. Nach der deutschen Wiedervereinigung wechselte der Ort am 30. Juni 1993 aus Mecklenburg-Vorpommern nach Niedersachsen in den Landkreis Lüneburg. Am 1. Oktober 1993 wurde Kaarßen mit Bitter in die Gemeinde Amt Neuhaus eingemeindet.